# Vicky Leandros
Vicky Leandros, egentligen Vassiliki Papathanasiou, född 23 augusti 1949 på Korfu, Grekland, är en grekisk sångerska med en internationell karriär. Hon är dotter till den grekiske musikern Leo Leandros. Hon är genom sitt andra äktenskap friherrinna von Ruffin.
Hon vann Eurovision Song Contest 1972 med Luxemburgs bidrag Après toi. Innan dess hade hon deltagit i tävlingen 1967 och sjöng även då för Luxemburg med L'amour est bleu. Den spelades senare in på svenska av Britt Bergström med titeln Blå, blå är kärleken.
Vicky Leandros har sedan 1960-talet haft en rad framgångsrika låtar och album där hon sjunger på tyska. 2000 släppte hon albumet Jetzt.

## Diskografi
- 1966 Songs und Folklore
- 1967 A taste of... Vicky
- 1967 A taste of... Vicky (internationell version)
- 1968 Summertime forever
- 1969 Vicky und ihre Hits
- 1969 Ich glaub' an dich
- 1971 Ich bin
- 1972 Vicky Leandros
- 1973 Meine Freunde sind die Träume
- 1974 Mein Lied für dich
- 1975 Ich liebe das Leben
- 1975 Tango d'amour
- 1975 Across the water
- 1977 Du, du liegst mir im Herzen
- 1977 V.L.
- 1978 Ich bin ein Mädchen
- 1978 Vicky Leandros (engelskspråkig LP)
- 1981 Ich gehe neue Wege
- 1981 Love is alive
- 1982 Verlorenes Paradies
- 1983 Vicky
- 1985 Eine Nacht in Griechenland
- 1988 Ich bin ich
- 1990 Starkes Gefühl
- 1991 Nur einen Augenblick
- 1995 Lieben und Leben
- 1997 Gefühle
- 1998 Weil mein Herz Dich nie mehr vergisst
- 2000 Jetzt
- 2001 Now!
- 2001 Mit offenen Armen
- 2002 Weihnachten mit Vicky Leandros - Live från St. Michaeliskirche
- 2003 Vicky Leandros singt Mikis Theodorakis - (CD & DVD)
- 2004 Vicky Leandros singt Mikis Theodorakis - Olympia Edition (Dubbel-CD)
- 2005 Ich bin wie ich bin
- 2006 Ich bin wie ich bin - Special Edition
- 2006 Ich bin wie ich bin - Das Jubiläumskonzert (DVD)
- 2009 Möge der Himmel